# Thrypticomyia subsaltens
Thrypticomyia subsaltens là một loài ruồi trong họ Limoniidae. Chúng phân bố ở miền Australasia.